# 永田隼也
永田 隼也(ながた じゅんや、1988年8月13日 - ）は、神奈川県出身の自転車競技MTB、ダウンヒルおよびフォークロス（4X）選手。神奈川大学出身

## 主な戦歴
2005年
- 全日本マウンテンバイク選手権大会・ダウンヒル・男子ジュニア 優勝
- 世界選手権自転車競技大会マウンテンバイク・男子ジュニア・ダウンヒル 35位

2007年
- アジア選手権 中国 ダウンヒル 4位

2008年
- アジア選手権  ネパール ダウンヒル 2位

2009年
- アジア選手権  マレーシア ダウンヒル 4位[1]
- 全日本マウンテンバイク選手権大会・4クロス 優勝

2010年
- アジア選手権  韓国 ダウンヒル 5位[2]
- 全日本マウンテンバイク選手権大会・4クロス 優勝
- 全日本マウンテンバイク選手権大会・ダウンヒル 2位[3]

2011年
- アジア選手権  中国 ダウンヒル 3位[4]

2013年
- 全日本マウンテンバイク選手権大会・ダウンヒル 3位

2014年
- 全日本マウンテンバイク選手権大会・ダウンヒル 2位

2015年
- 全日本マウンテンバイク選手権大会・ダウンヒル 優勝[5]

2016年
- アジア選手権 インドネシア 3位

2017年
- アジア選手権 中国 6位
- Coupe du Japon ランキング  総合3位